# Regiunea Astrahan
Regiunea Astrahan (în rusă Астраха́нская о́бласть, transliterat: Astrahanskaia oblast) este un subiect federal al Rusiei (o regiune (oblast)). Se învecinează la vest cu Kalmîkia.

## Geografia

### Ora locală
Regiunea Astrahan se află pe fusul orar al Moscovei (MSK/MSD). Difereanța față de UTC +0300 (MSK)/+0400 (MSD).

## Populația
În conformitate cu rezultatele recensământului din 2002, Regiunea Astrahan avea 1.005.276 locuitori, în creștere față din 1989, când au fost recenzați 998.114 locuitori. 
Grupuri etnice:

În 2002, în conformitate cu rezultatele recensământului din 2002, compoziția etnică a regiunii era următoarea:
ruși 69,69% • kazahi 14,21% • tătari 7,02% •  ucrainieni 1,25% • ceceni 1,00% • azeri 0,82% • calmâci 0.71% • armeni 0,63% • și mai mute grupuri etnice sub 0,5% fiecare.
0,29%  dintre locuitorii regiunii nu și-au declarat nicio naționalitate.

## Istoria
Gubernia Astrahan a Imperiului Rus a fost creată în 1717. La vremea acea, regiunea se afla la extremitatea de sud-vest a imperiului și mai era cunoscută ca Ținutul (Kraină) Astrahan.

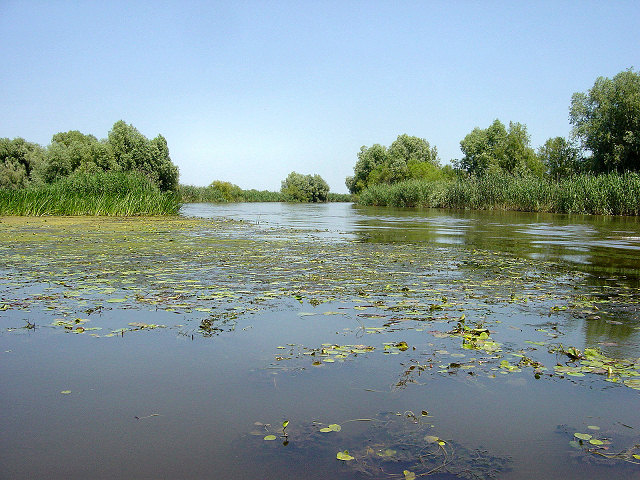
Delta Volgăi din Regiunea Astrahan

În 1917, gubernia era mărginită de guberniile  Saratov, Samara și Stavropol, de Ținutul cazacilor de pe Don, Ținutul cazacilor din Ural, Regiunea Terek și de Marea Caspică. Gubernia se întindea în Stepa Calmîcă și în cea Kîrkîză.  
Din 1919, granițele Regiunii Astrahan s-a schimbat de multe ori. Formele de azi se păstrează din 1957.